# Bishopville (Maryland)
Bishopville – jednostka osadnicza w Stanach Zjednoczonych, w stanie Maryland, w hrabstwie Worcester.